# Bistrica ob Sotli
Bistrica ob Sotli – wieś w Słowenii, siedziba gminy Bistrica ob Sotli. W 2018 roku liczyła 240 mieszkańców.